# 坂元雪鳥
坂元 雪鳥（さかもと せっちょう、1879年4月25日 - 1938年2月5日）は、日本の能楽評論家、国文学者。号・天邪鬼。能楽評論で活躍した。

## 来歴
福岡県柳川出身。旧姓は白仁、本名は三郎。坂元家の養子となる。父は柳川藩士で、幼少から喜多流の能を学ぶ。第五高等学校で夏目漱石に師事、以後漱石の弟子格となる。1907年東京帝国大学文科大学を首席で卒業、東京朝日新聞社に入社。独協中学校教諭、1928年日本大学教授。昭和13年2月5日没。墓所は青山霊園立山墓地。

## 著書
- 『能学私論』春陽堂・現代文芸叢書 1914
- 『能楽論叢』わんや書店 1934
- 『能楽筆陣』謡曲界発行所 1937
- 『謡曲研究』謡曲界発行所 1939 のち能楽書林
- 『坂元雪鳥能評全集』畝傍書房 1943
- 『坂元雪鳥能評全集』秋葉安太郎等編 豊島書房 1972

## 共編
- 『謡と能のかげぐち』神田石秋共編 磯部甲陽堂 1918
- 『能と謡のはなしのたね』編 能楽書院 1927

## 校注
- 徳田隣忠『御世話筋秘曲 「石橋」の沿革』能楽史料 第1篇 わんや書店 1933
- 徳田隣忠『隣忠見聞集』能楽史料 第2篇 わんや書店 1933
- 藤田豊高『豊高日記』能楽史料 第3篇 わんや書店 1935
- 徳田隣忠『隣忠秘抄』能楽史料 第4編 わんや書店 1937
- 『隣忠秘抄 外編』能楽史料 第5編 わんや書店 1939

## 参考
- 『日本近代文学大事典』講談社、1984
- 松野奏風『私の思出』桧書店〈能楽選書 第2〉、1951年。